# Sava Zugravul din Făgăraș
Sava Zugravul din Făgăraș cunoscut și ca Sava din Făgăraș a fost un pictor muralist din Țara Făgărașului care a activat în prima jumătate a secolului al XIX-lea. Cu toate că pictura sa a fost influențată de modele care tind să imite formele clasice, ea prezintă o abundență a elementelor tradiționale. Artistul a pictat Biserica Sfântul Nicolae din Calbor în 1813, Biserica „Adormirea Maicii Domnului” din Sâmbăta de Jos, Biserica Sfânta Treime din Mândra în 1821.
Fondatorul Muzeului Țării Făgărașului care-i poartă numele, Valer Literat, i-a atribuit lui Sava din Făgăraș pictura murală din bisericii din Beclean.